# Lactistomyia minuta
Lactistomyia minuta är en tvåvingeart som beskrevs av Ale-rocha 2008. Lactistomyia minuta ingår i släktet Lactistomyia och familjen puckeldansflugor. Inga underarter finns listade i Catalogue of Life.